# Taishang (köpinghuvudort i Kina, Jilin Sheng, lat 41,30, long 125,84)
Taishang är en köpinghuvudort i Kina. Den ligger i provinsen Jilin, i den nordöstra delen av landet, omkring 290 kilometer söder om provinshuvudstaden Changchun. Antalet invånare är 14 615. Befolkningen består av 7 097 kvinnor och 7 518 män. Barn under 15 år utgör 12,0 %, vuxna 15-64 år 78 %, och äldre över 65 år 8,0 %.
Runt Taishang är det ganska tätbefolkat, med 60 invånare per kvadratkilometer. Närmaste större samhälle är Qinghe, 17,1 km norr om Taishang. I omgivningarna runt Taishang växer i huvudsak blandskog.
Genomsnittlig årsnederbörd är 1 244 millimeter. Den regnigaste månaden är juli, med i genomsnitt 394 mm nederbörd, och den torraste är januari, med 9 mm nederbörd.